# Wilhelm I. zu Castell
Wilhelm I. Graf und Herr zu Castell († 1. Mai 1399) war von 1363 bis zu seinem Tod Herrscher der Grafschaft Castell. Er teilte sich die Herrschaft bis 1376 mit seinem Onkel Friedrich III.

## Die Grafschaft vor Wilhelm I.
Im Jahr 1265/1267 kam es zwischen den Grafen Hermann I. und Heinrich II. zu Castell zu einer Linienspaltung. Die Grafen hatten sich über ihre politische Zugehörigkeit entzweit und residierten in zwei verschiedenen Burgen in Castell. Während die Linie vom Unteren Schloss, die Heinrich begründete, bereits in der zweiten Generation ausstarb, bestand die Linie vom Oberen Schloss, von Graf Hermann, weiter.
Der Nachfolger des Hermann, Friedrich II. zu Castell, erweiterte die Lehen, die ihm vom Bischof von Würzburg gegeben worden waren. Daneben vereinte er einige Ämter auf seine Person. Die direkten Vorgänger des Wilhelm, Friedrich und Hermann, teilten sich dann die Herrschaft und nahmen das erste Mal in der Geschichte der Grafschaft Ämter in anderen Herrschaften der Umgebung an. Beide waren als Landrichter in Nürnberg angestellt.

## Leben
Wilhelm wurde im 14. Jahrhundert als Sohn des Hermann zu Castell und seiner Frau geboren. Der Name der Mutter des Grafen wird in den Quellen nicht erwähnt. Der junge Graf übernahm im Jahr 1363 die Regierung der Grafschaft, teilte sich jedoch bis zu dessen Tod im Jahr 1376 die Herrschaft mit Friedrich III. Im Jahr 1366 findet Wilhelm erstmals in den Quellen Erwähnung.
Im Jahr 1388 zog der Graf gegen die Stadt Windsheim. Zusammen mit Burggraf Friedrich V. von Nürnberg und Bischof Gerhard von Würzburg, ging Wilhelm I. gegen die junge Reichsstadt vor. Das Jahr 1398 war mit einem Privileg verbunden, das die Grafschaft von König Wenzel von Luxemburg erhielt. Die Stadt Volkach erhielt in diesem Jahr ein Münzrecht verliehen und konnte fortan Pfennig- und Hellermünzen prägen. Um das Jahr 1399 starb Wilhelm I. zu Castell.

## Ehe
Graf Wilhelm ehelichte um das Jahr 1390 die Witwe seines Onkels Friedrich III., Adelheid von Nassau. Die Kinder des Grafen finden keine Erwähnung, wahrscheinlich blieb die Ehe kinderlos.